# 미국 알래스카 육군
미국 알래스카 육군(영어: United States Army Alaska (USARAK)), "아메리카의 극지방 전사들(America's Arctic Warriors)"은 알래스카주에 있는 미국 태평양 육군 예하 지역구성군사령부이자, 알래스카 사령부의 지상군 조직이다. 포트 리처드슨에 본부를 두고 있다.

## 역사

### 알래스카 개척기
1867년 10월 18일, 국고가 바닥난 러시아 제국이 내놓은 알래스카 땅을 미국정부가 사들였다. 국토가 된 알래스카에 제9보병, F중대와 제2포병, H포대가 첫 알래스카의 방위군으로서 배치되고 스티카에서 성조기를 내걸었다.
1898년, 새로이 개책된 놈에서 금광이 발견되자, 골드 러시를 위해 많은 광부들이 몰려들었다. 미국 정부는 패트릭 헨리 레이 대위와 와일드스 P. 리처드슨 중위를 보내 상황 연구를 맡겼고, 곧 그들은 다른 48개 주와의 교신망을 구축해야함을 깨달았다. 아돌푸스 W. 그릴리 준장의 주도로 1903년 알래스카 교신시스템이 구축되기 시작하여 4년 뒤에 알래스카의 각 포트와의 연락망이 깔리자, 1908년부터 본격적으로 알래스카에서의 군대의 활동이 활발해지기 시작하였다.
포트 리처드슨, 라드 육군비행장, 빅델파 육군비행장이 건설되었다.

### 제2차 세계 대전
1940년, 제2차 세계 대전에 대비하기 Alaska Defense Force→알래스카 방위군이 창설되었다. 당시 알래스카에서는 랜드리스 프로그램으로 수많은 군용기를 라드 육군비행장과 빅델타 육군비행장에 모아다가 추축국에 대항하는 영국과 소련, 오스트레일리아 등에 군수품을 보내고 있었다.
1941년 일본 제국 해군이 선전포고없이 진주만을 공격하자, 미국 정부는 알류쟌 제도로 공격해올 가능성을 열어두고 맞설 준비를 하였다. 2월 4일, 알래스카 방위사령부가 설립되었다. 사이먼 B. 버크너 소장이 사령관으로 임명되었다. 그리고 미국 본토 내적으로, 병력과 물류를 보급할 통로를 확보하기 위해 미국 육군 공병대는 알래스카 고속도로를 건설하였다. 이 1,420 마일 (2,290 km)의 고속도로는 이듬해에 민간 계약자들에 의해 모든 날씨에 대응하도록 보강되었다. 이후 예상대로 알래스카로 진군한 일본군은 더치 하버를 공격하고 키스카섬, 애투섬을 점령하였고 미군은 캐나다군과 연합하여 반격하였다. 1943년 8월 15일에 알류샨 열도에서 철수하는 것으로 알래스카 방어를 성공적으로 마쳤다. 10월 31일, 다음날에 알래스카 지부로 승격되었고, 사이먼 B. 버크너 장군은 중장으로 승진하였다.
제2차 세계 대전이 끝난 뒤, 전쟁에서 얻은 교훈으로 통합된 지휘계통과 합동성을 강화할 필요를 느낀 미국 국방부는 1947년 1월 1일에 통합전투사령부인 알래스카 사령부를 창설하였고, 알래스카 지부는 미국 알래스카 육군으로 재편성되었다.
이후, 라드 육군 비행장은 포트 웨인라이트, 빅델타 육군 비행장은 포트 그릴리로 확장되었다.

### 냉전
1963년 7월에 미국 육군부가 알래스카 육군의 전투부대를 정리 및 재편성하여, 제171보병여단과 제172보병여단을 창설하여 각각 포트 웨인라이트와 포트 리처드슨에 주둔시켰다. 1969년에 이 두개 여단은 경보병부대로 개편되었다.
1972년 12월 31일, 베트남 전쟁의 종결에 따라 미군은 몸집을 줄이자, 영향을 받은 알래스카 육군이 1975년 1월 1일에 합동태스크포스 알래스카(이하 JTF 알래스카)로 정리되었다. 제171보병여단을 병합하고 알래스카에 남아있는 가장 큰 전투부대가 된 제172보병여단은 예하부대를 포트 웨인라이트와 포트 리처드슨으로 분산시키고, 육군 전력사령부에 직접 보고를 하였다.
1986년 4월 16일부터 1994년 7월 6일까지 제6보병사단이 재소집되어 활동하였고, JTF 알래스카는 1994년 7월 1일에 다시 알래스카 육군으로 대채되었다. 제6보병사단 예하 1여단을 뺀 모든 사단의 예하부대가 해산하였고, 1여단은 다시 독립부대인 제172보병여단으로 재조정되었다. 이것은 육군참모총장 에릭 신세키 대장의 냉전 종결에 따른 여단을 중심으로한 여단전투단 작전운용방침을 따랐다.

### 21세기
2000년 6월 12일, 제172보병여단이 이탈리아 비첸자로 배치되었다.
2005년 7월 16일, 제25보병사단 4여단전투단이 포트 리처드슨에서 창설되었다. 2006년 12월 15일, 제172보병여단이 재조정되어 제25보병사단, 1여단전투단이 포트 웨인라이트에서 창설되었다.
제3기동강화여단을 대채하여 2011년 9월 30일에 창설되었던 제2공병여단이 2015년 5월 15일에 활동을 마치고 해산하였다.
2022년 6월 6일, 제11공수사단으로 재편성되었다.

## 부대

### 2022년

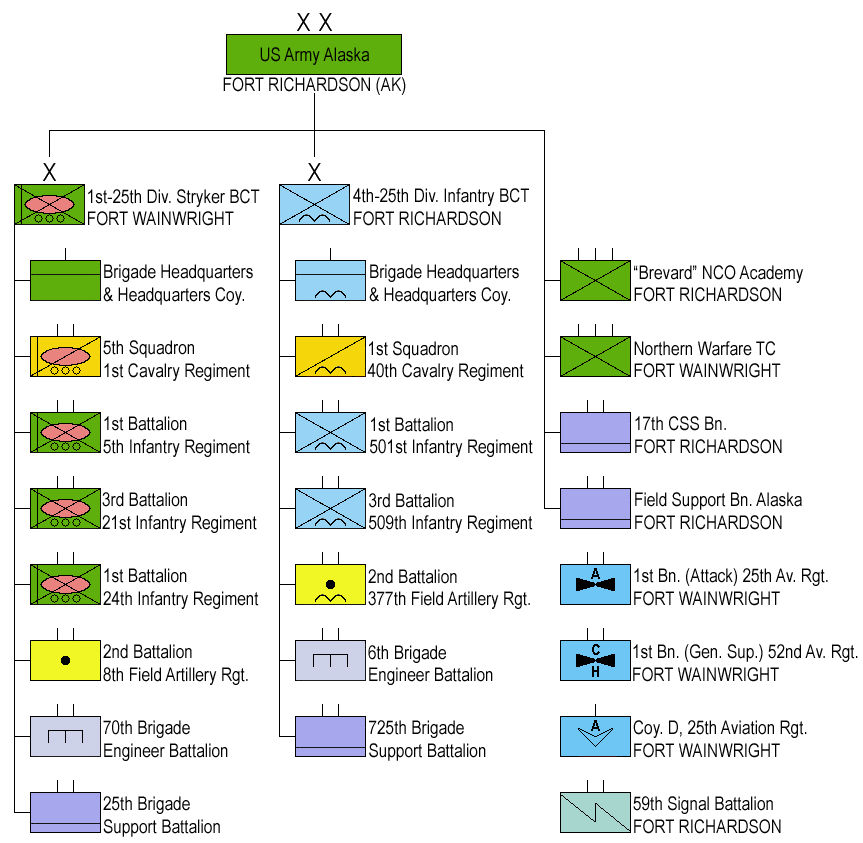
미국 알래스카 육군의 2021년 계층구조도표

#### 정규군
- 제25보병사단 1여단전투단(스트라이커) "Arctic Wolves" - 포트 웨인라이트
- 제25보병사단 4여단전투단(공수) "Spartan" - 포트 리처드슨
- 제516통신여단, 59통신대대/알래스카 네트워크기획원
  - 제307원정통신대대, C(찰리)중대
  - 제507통신중대
- 극지지원사령부(Arctic Support Command)
  - 제17전투유지지원대대 "Always Ready"
    - 제95화학중대 "Arctic Dragons"
    - 제98지원정비중대 "Wolverines"
    - 제109수송중대 "Muleskinners"
    - 제486이동통제대 "Arctos"
    - 제539혼성화물차중대 (경량) "Punishers"
    - 제545헌병중대"Arctic Defenders"
    - 제574병참중대 "Spartans"
    - 제9군악대 "Arctic Warrior Band"
    - 제125재무대대, C 재무관리지원분견대 "Arctic Paymasters"

  - 미국 알래스카 육군, 본부 및 본부분견대 "Eagles"
  - 크리스토퍼 R. 브레바드 일등중사 부사관학교 (SFC Brevard NCO Academy)
  - 북방전훈련소 (NWTC) - 포트 웨인라이트
- 제25항공연대, 1대대 (공격/정찰)
- 제52항공연대, 1대대 (종합지원)
- 제402육군야전지원대대 (제402육군야전지원여단)
- 알래스카 의무부처 (MEDDAC-AK)
- 알래스카 치의처 (DENTAC-AK)

#### 국가방위대
- 제297전장감시여단; 옛 "제297보병단 (정찰)"; 2008년
- 제207항공연대, 1대대

#### 예비군
- 제196보병여단, 2대대
- 제9임무지원사령부, 411공병대대, B(브라보)중대

### 이전
- 제171보병여단; 1963년 7월 ~ 1972년 11월 13일
- 제172보병여단; 1963년 7월 ~ 1986년 4월 15일, 제6보병사단 1여단으로 재편성.
- 제3기동개선여단; 2008년 ~ 2011년 9월 30일
- 제2공병여단; 2011년 9월 30일 ~ 2015년 5월 15일[2]
- 태스크포스 49/알래스카 항공태스크포스 (UATF); 2004년 ~ 2018년

## 기록

### 배속
- 제9군단지역, 1940년 10월 24일
- 서부방위사령부/제4군, 1941년 12월 7일
- 서부방위사령부, 1943년 9월 15일
- 전쟁부, 1943년 11월 1일
- 알래스카 사령부, 1947년 1월 1일
- 미국 태평양 육군, 1947년 1월 1일
- 제1(I)군단, 2019년 겨울

### 계보
- 1867년, Alaska Military District
→알래스카 군관구
- 1940년, Alaska Defense Force
→알래스카 방위대
- 1941년 2월 4일, Headquarter and Military Police Company, Alaskan Defense Command
→알래스카 방위사령부, 본부 및 군사경찰중대
- 1941년 3월 28일, Headquarters, Alaska Defense Command
→알래스카 방위사령부, 본부
- 1943년 1월 6일, Headquarter Company, Alaskan Defense Command
→알래스카 방위사령부, 본부중대
- 1943년 10월 27일, Headquarters, Alaskan Department
→알래스카 지부, 본부
- 1943년 11월 1일, Alaska Department
→알래스카 지부
- 1947년 1월 1일, United States Army Alaska (USARAL)
→미국 알래스카 육군
- 1947년 11월 15일, Headquarters, United States Army Alaska
→미국 알래스카 육군, 본부
- 1994년 7월 6일, Headquarters and Headquarters Detachment, United States Army Alaska (HHD, USARAK))
→미국 알래스카 육군, 본부 및 본부분견대

### 전역
| 스트리머                 | 내역      | 비고  |
| ------------------------ | --------- | ----- |
| \WW2, 아시아-태평양 전구 | 문구없음. | [ 3 ] |

## 참고

### 인용
1. ↑  “The 2nd Engineer Brigade stands up at JBER” (영어). 2nd Engineer Brigade Public Affairs. 2011년 9월 30일. 2016년 4월 16일에 확인함.
2. 1 2  Capt. Richard Packer (2015년 5월 15일). “2d Engineer Brigade bids FAREWELL” (영어). U.S. Army Alaska Public Affairs. 2016년 4월 16일에 확인함.
3. ↑  USARAK-600-2 2012, 13(4)쪽.

### 자료
- “USARAK History”. 《army.mil》 (영어). 2016년 2월 25일. 2017년 2월 1일에 확인함.
- “Order of Battle in Pacific Theater, World War II” (PDF) (영어). Washington D.C.: Center of Military History: 267(277)-272(282). 2018년 5월 11일에 확인함.
- “Arctic Warrior Standards” (PDF) (미국 영어). United States Army Alaska. 2012년 11월 28일. USARAK Pamphlet 600-2.
- Conn, Stetson; Engelman, Rose C.; Fairchild, Byron (2000), 《Guarding the United States and its Outposts》, United States Army in World War II (영어), Washington D.C.: Center of Military History, 2007년 12월 25일에 원본 문서에서 보존된 문서, 2018년 5월 11일에 확인함
- “United States Army Alaska (USARAK) Pamphlet Arctic Warrior Standards” (PDF) (영어) (600-2). 2012년 11월 28일: 1(10)-3(12). 2020년 11월 8일에 확인함.
- “United States Army Alaska”. 《globalsecurity.org》 (영어). 2018년 5월 11일에 확인함.